# 恋の片道切符 (ニール・セダカの曲)
「恋の片道切符」（こいのかたみちきっぷ、原題：One Way Ticket (To The Blues)）は、ニール・セダカが1959年に発表した楽曲。アメリカでは『おお!キャロル』のB面としての発売のためヒットしなかったが、日本のみA面とB面を入れ替えて発売され大ヒットした。日本でのセダカの人気を決定づけた曲ともいわれる。文化放送『ユア・ヒット・パレード』で1960年度の年間7位を記録。セダカ歌唱曲としては珍しい他作曲家による作品。作詞・作曲はハンク・ハンター、ジャック・ケラー。
歌詞中に「Bye Bye Love」（エヴァリー・ブラザーズ）「Lonely Teardrops」（ジャッキー・ウィルソン）「Lonesome Town」（リッキー・ネルソン）「ハートブレイク・ホテル」「フール・サッチ・アズ・アイ」（エルヴィス・プレスリー）など、当時の流行曲の題名を織り込んでいる。

## カバー・バージョン
- 平尾昌晃 1960年 平尾昌章とオールスターズ・ワゴン名義
- 山下敬二郎 1960年
- 雪村いづみ＆ミッキー・カーチス 1960年 ミッキー・カーチスは同年の第11回NHK紅白歌合戦で歌唱した。また、1994年のアルバム『FROM THE MOON FOR THE TREES/JUST ROCK'N ROLL』にジャズアレンジで再録している。
- かまやつひろし 1960年 かまやつヒロシ名義
- エレノア・ボーデル（英語版） 1968年
- 佐川満男 演奏・コーラス：ジャッキー吉川とブルー・コメッツ 1971年
- バリー・ブルー（英語版） 1974年 アルバム『Hot Shots』収録
- イラプション（英語版） 1979年 全英9位[4] ディスコ・アレンジ
- 芳美 （パンミ）『ナルボロワヨ（나를 보러와요）』1980年 イラプションバージョンの韓国語カバー
- 清原タケシ 1981年 清原たけし名義、LP『青春ヒット・パレード』収録
- 鈴木ヤスシ 2001年 アルバム『想い出のウエスタン・カーニバル』収録
- ORIGINAL LOVE 2005年
- MICHELLE 2006年 アルバム『My Passion』収録 イラプションバージョンのカバー
- 日下優 2008年 守屋浩監修のアルバム『Dance Dance Dance』収録
- 小野リサ 2016年 アルバム『DANCING BOSSA』収録